# Yahia Beniguecha
Yahia Beniguecha (em árabe: يحيى بنى قشة) (anteriormente Lucet), é uma cidade e comuna localizada na província de Mila, Argélia. Segundo o censo de 2008, a população total da cidade era de 11 810 habitantes.